# Jytte Borberg
Jytte Borberg (* 16. Juli 1917 in Romanshorn, Schweiz als Jytte Erichsen; † 25. Februar 2007 in Rungstedlund, Dänemark) war eine dänische Schriftstellerin.

## Leben
Jytte Borberg wurde im deutschsprachigen Teil der Schweiz geboren. 1921 wanderte die Familie in die dänische Stadt Aalborg aus. Sie machte eine Ausbildung zur Labortechnikerin und heiratete 1939 den Psychiater Allan Borberg. Bis 1968 zog sie wegen der Arbeit ihres Mannes von Ort zu Ort, bis dieser schließlich Chefpsychiater in Viborg wurde, wo sie sich mit den beiden gemeinsamen Söhnen und der Tochter niederließ. Nach dem Tod ihres Mannes 1979 zog sie nach Fjaltring, einem Dorf an der Nordsee.
Mit Vindebroen debütierte Borberg 1968 im Alter von fast 51 Jahren als Schriftstellerin. Ihr zweiter 1972 erschienener Roman Orange wurde nach einer Übersetzung von Ursula Gunsilius 1975 vom ostdeutschen Verlag Volk und Welt für die hauseigene Buchreiche Spektrum als ihr bisher einziges Buch in deutscher Sprache verlegt. Thematisch konzentrierte sie sich auf Frauen und deren Schicksal. So veröffentlichte sie mit Eline Bessers læretid (1976) und Det bedste og det værste, Eline Besser til det sidste (1977) zwei historische Romane über Dienstmädchen, die zur Jahrhundertwende in Dänemark lebten. Für ihre Arbeit wurde sie mit mehreren Stipendien und Preisen ausgezeichnet, darunter 1996 auch mit dem renommierten Kritikerprisen.
Am 25. Februar 2007 verstarb Borberg im Alter von 89 Jahren. Sie hinterlässt eine Tochter, acht Enkel und fünf Urenkel.

## Werke (Auswahl)
- Vindebroen (1968)
- Nældefeber (1970)
- Orange (1972; Deutsch: Orange, Berlin 1975, Verlag Volk und Welt)
- Turné (1974)
- Eline Bessers læretid (1976)
- Det bedste og det værste, Eline Besser til det sidste (1977)
- Rapport fra havbunden (1978)
- Nu eller aldrig (1979)
- Mario (1981)
- Sjælen er gul (1981)
- I hører fra os (1982)
- Slaraffenland (1982)
- Alice og mig (1983)
- Skyggernes bog (1983)
- Hvad tænkte egentlig kaninen? (1984)
- Noget af en helt (1984)
- Novemberløgne (1985)
- Nat og dag (1987)
- Vejmandens datter (1987)
- Maskerade (1988)
- Myggestik og stjerneskud (1990)
- Tvivlsomme erindringer (1990)
- Løslad kaptajnen (1992)
- Nærbilleder (1994)
- Verdens ende (1996)
- Himmelsengen (1999)
- Kunne I mærke, da I blev små? (2000)
- Det er tilladt at smile (2001)
- Alle steder og ingen steder (2003)
- Skråskrift (2007)